# 塔蒂亚娜·古代尔佐

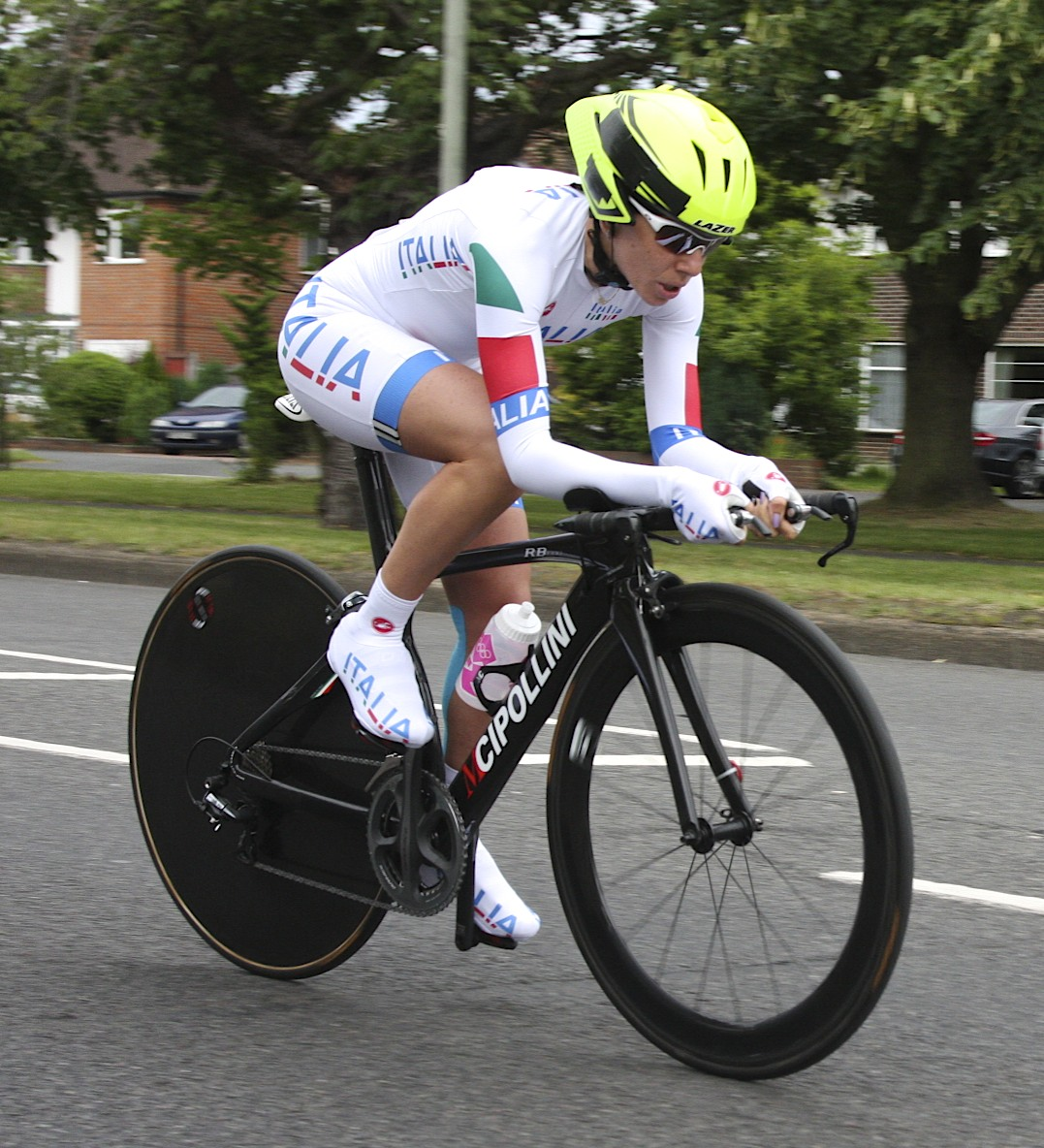
塔蒂亚娜·古代尔佐在2012年倫敦奧運計時賽中參賽

塔蒂亚娜·古代尔佐（義大利語：Tatiana Guderzo，1984年8月22日—）是一名義大利女子自行車運動員，目前效力於UCI女子大陸頂級女子法薩·博托洛車隊。
她於2009年9月26日在瑞士門德里西奧獲得世界公路錦標賽冠軍，並在2008年夏季奧林匹克運動會上獲得公路賽銅牌。